# Consonant bategant retroflexa sonora
La consonant bategant retroflexa sonora és un so de consonant relativament poc comú en les llengües parlades. El símbol de l'alfabet fonètic internacional és [ɽ]. Aquest símbol representa una [r] la part inferior de la tija acaba en un ganxo a la dreta. A l'API, la [r] representa una vibrant alveolar.
Segons la llengua, pot ser simple [ɽ], aspirat [ɽʱ], etc.

## Característiques
Aquestes són les característiques de la consonant bategant retroflexa sonora:
- El seu mode d'articulació és bategant, és a dir, que és produïda contraient breument els músculs d'un punt d'articulació, sobre l'altre.
- El seu punt d'articulació és retroflex, és a dir, s'articula amb la punta de la llengua cap amunt contra el paladar.
- La seva fonació és sonora, és a dir, les cordes vocals vibren durant l'articulació.
- És una consonant oral, és a dir, que l'aire sols s'escapa per la boca.
- És una consonant central, és a dir, es produeix deixant passar l'aire per la meitat de la llengua, en lloc dels costats.
- El seu mecanisme de flux d'aire és egressiu pulmonar, és a dir, s'articula empenyent l'aire a través dels pulmons i a través del tracte vocal, en lloc de la glotis o la boca.

## En català
El català no posseis el [ɽ].

## En altres llengües
Alguns idiomes pronuncien [ɽ], com norvegès, el suedès, el japonès, l'haussa, l'hindi i l'urdú, el iagan, etc.
| IDIOMES                      | Paraules | API      | Sentit        | Notes |
| ---------------------------- | -------- | -------- | ------------- | --- |
| bengalí                      | গাড়ি       | [ɡäɽiː]  | automòbil     | Postveolar apical.                                                                                                |
| Haussa                       | rani     | [ɽaːniː] | estació seca  | Escrit amb la lletra ⟨r⟩ en grafia llatina o la lletra ⟨ر⟩ en la grafia ajami, com l'apical [r] o bategant [ɾ]. . |
| Haussa                       | sarki    | [saɽkiː] | emir, príncep | Escrit amb la lletra ⟨r⟩ en grafia llatina o la lletra ⟨ر⟩ en la grafia ajami, com l'apical [r] o bategant [ɾ]. . |
| norvegès (central, oriental) | blad     | [bɽɑː]   | full          | Al·lòfon /l / i /r/.                                                                                              |